# José María Forqué
José María Forqué Galindo (Zaragoza, 8 de marzo de 1923-Madrid, 17 de marzo de 1995) fue un arquitecto, director de cine y guionista español. Era el padre de la actriz Verónica Forqué y del director Álvaro Forqué.
Su extensa filmografía abarca casi todos los géneros, destacando especialmente el de la comedia. Fue un director versátil y de gran oficio y su trayectoria fue reconocida en 1995 con la concesión del Premio Goya de Honor por parte de la Academia española de cine.

## Biografía

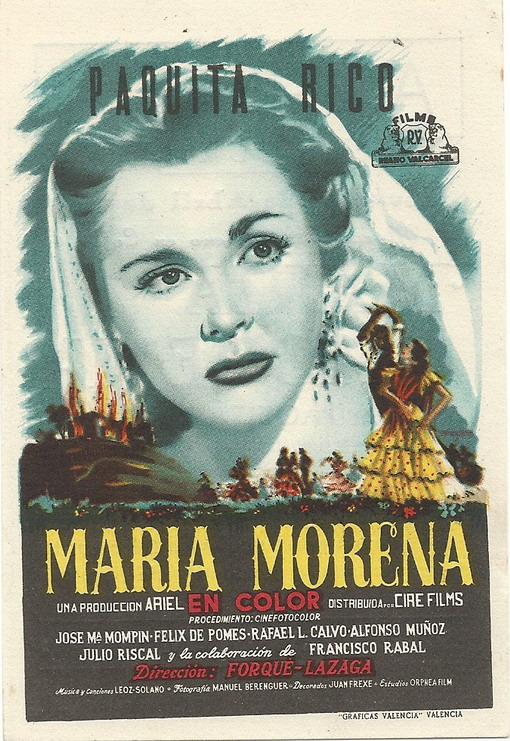
Cartel de la película María Morena (1951) codirigida por José María Forqué y Pedro Lazaga

Comenzó  a estudiar arquitectura y trabajó como delineante y aparejador mientras colaboraba en el Teatro Universitario de Zaragoza, del que llegó a ser director.
Más tarde se traslada a Madrid, donde sus inquietudes teatrales en el ámbito universitario lo condujeron a interesarse por el cine tras su colaboración con Pedro Lazaga en María Morena en 1951.    
Su primera película como director y guionista fue Niebla y sol, del mismo año. En 1955 codirigió con José Antonio Nieves Conde La legión del silencio, que supuso una de las más importantes contribuciones españolas al clima ideológico de la guerra fría. 
Incidió en este asunto, ya en solitario, con Embajadores en el infierno (1956). Esta película, basada en una novela de Torcuato Luca de Tena, trataba de las vivencias de un grupo de soldados españoles de la División Azul en su reclusión en un campo de concentración soviético. Fue este su primer gran éxito, al que siguió, en 1957, una de sus obras cumbres, Amanecer en puerta oscura, que fue galardonada con el Oso de Plata del Festival Internacional de Cine de Berlín y contó con un guion del dramaturgo Alfonso Sastre. 
Esta película exploraba el bandolerismo andaluz del siglo XIX. Comienza planteando el tema de la colonización y la lucha de clases de la Andalucía minera de esta época, salpicado por nociones propias de los años 1950, como el del «compromiso». Pero el desarrollo de estas premisas habría sido inviable en el cine de la España de 1957, por lo que se produce un deslizamiento hacia las pasiones humanas y su tema se canaliza como el clásico género de las películas de bandoleros. El final, que entronca con el tema del bandido generoso, arranca al filme sus momentos más dramáticos, desembocando en una actualización de la parábola del «buen ladrón», dejando atrás el inicial aliento de rebeldes sociales que caracterizaba su plan inicial.
Siguió colaborando con Alfonso Sastre en los guiones de Un hecho violento y La noche y el alba durante 1958. Esta última, protagonizada por Paco Rabal, abordaba el delicado tema de la reconciliación nacional por la que abogaba entonces el clandestino Partido Comunista. La película fue injustamente ignorada y su fracaso contribuyó a que José María Forqué fuera refugiándose en un tipo de cine más comercial y ajustado a los cánones de los géneros tradicionales. De este modo, buscó la colaboración como guionista de Alfonso Paso para el filme policíaco De espaldas a la puerta (1959).
En 1960 rodó Maribel y la extraña familia, una adaptación de la obra teatral homónima de Miguel Mihura, con Silvia Pinal y Adolfo Marsillach como protagonistas. Siguió con las adaptaciones, concretamente de Alfonso Paso, con la comedia Usted puede ser un asesino (1961) y La becerrada, producida en 1962 por Pedro Masó. Este sería el guionista de su siguiente película, quizá su mejor comedia, Atraco a las tres, del mismo año. En esta obra se parodia la fórmula del atraco perfecto, al modo del filme de Jules Dassin de 1955 Rififí. Un gran reparto, integrado por Cassen, José Luis López Vázquez, Alfredo Landa, Gracita Morales y Manuel Alexandre, brilla en esta comedia comandado por la mano maestra de Forqué.
Parecidas fórmulas utilizó en títulos como Vacaciones para Ivette y Casi un caballero, ambas de 1964. Tampoco faltaron incursiones en el género policíaco, como Zarabanda bing bing (1966); el musical, con Tengo 17 años (1964), protagonizada por Rocío Dúrcal o Dame un poco de amor (1968), con el grupo Los Bravos; o el erótico, con filmes como El monumento (1970) y La cera virgen (1971). Este tipo de cine «alimenticio» jalona su filmografía, con títulos como Juegos de Alcoba (1974), Madrid, costa Fleming (1975) o ¡Qué verde era mi duque! (1980). En 1973 rodó Tarot con Fernando Rey y las estrellas de Hollywood Sue Lyon (la protagonista de Lolita de Stanley Kubrick) y Gloria Grahame.
En 1967 había fundado su propia productora, Orfeo Films, que le permitió realizar un número considerable de películas. Tras algunas coproducciones internacionales más ambiciosas, en los años 1980 se prodigó en series para televisión, entre las que destacan El español y los siete pecados capitales (1980), Ramón y Cajal (1982), El jardín de Venus (1983), Miguel Servet, la sangre y la ceniza (1989) y Romanza final (Gayarre) (1986).
Nexus 2431 (1993), un filme de ciencia ficción, cierra su trayectoria, que planeaba culminar con una cinta sobre Raquel Meller, proyecto abortado por su fallecimiento en Madrid a la edad de 72 años.
En 1996 EGEDA creó los Premios Cinematográficos José María Forqué. El premio original se otorga a la mejor producción española del año anterior por sus valores técnicos y artísticos, mediante votación secreta ante notario de todos los productores españoles socios. Posteriormente se han creado premios en otras categorías.

## Filmografía
| - María Morena (1951) - Niebla y sol (1951) - El diablo toca la flauta (1953) - Un día perdido (1954) - La legión del silencio (1956) - Embajadores en el infierno (1956) - Amanecer en puerta oscura (1957) - Un hecho violento (1958) - La noche y el alba (1958) - Baila La Chunga (1959) - De espaldas a la puerta (1959) - 091, policía al habla (1960) - Maribel y la extraña familia (1960) - Usted puede ser un asesino (1961) - Atraco a las tres (1962) - El secreto de Mónica (1962) - El juego de la verdad (1963) - La becerrada (1963) - Accidente 703 o Los culpables (1964) - Vacaciones para Ivette (1964) - La muerte viaja demasiado (1964) - Tengo 17 años (1964) - Casi un caballero (1964) | - Yo he visto a la muerte (1965) - Las viudas-El retrato de Regino (1966) - Un millón en la basura (1967) - Las que tienen que servir (1967) - Un diablo bajo la almohada (1968) - ¡Dame un poco de amooor...! (1968) - La vil seducción (1968) - Pecados conyugales (1968) - Estudio amueblado 2.P. (1969) - El monumento (1970) - El triangulito (1970) - El ojo del huracán (1971) - La cera virgen (1972) - Tarot (1973) - No es nada, mamá, sólo un juego (1974) - Una pareja... distinta (1974) - Juegos de alcoba (1974) - Casa fundada en 1944 (1975) - Vuelve, querida Nati (1976) - El segundo poder (1976) - ¡Qué verde era mi duque! (1980) - Ramón y Cajal: historia de una voluntad (1982) - Romanza final (Gayarre) (1986) - Nexus 2431 (1993) |

## Premios y distinciones
Premios San Jorge
| Año  | Categoría              | Película                  | Resultado |
| ---- | ---------------------- | ------------------------- | --------- |
| 1957 | Mejor guion español    | Amanecer en puerta oscura | Ganador   |
| 1959 | Mejor director español | Un hecho violento         | Ganador   |

Festival Internacional de Cine de Berlín
| Año  | Categoría                                                 | Película                  | Resultado |
| ---- | --------------------------------------------------------- | ------------------------- | --------- |
| 1957 | Oso de Plata por una contribución artística sobresaliente | Amanecer en puerta oscura | Ganador   |

Festival Internacional de Cine de Huesca
| Año  | Categoría               | Resultado |
| ---- | ----------------------- | --------- |
| 1992 | Premio Ciudad de Huesca | Ganador   |

- Medalla de Oro al Mérito en las Bellas Artes (1992)
- Premio Nacional de Cinematografía (1994)
- Premio Goya de honor (1994)